# Ján Majko
Ján Majko (ur. 17 września 1900, Dolná Streda, obecnie część miasta Sereď; zm. 29 grudnia 1985, Trnawa) – słowacki speleolog, odkrywca m.in. jaskini Domica (w 1926) i jej pierwszy eksplorator.

## Życiorys
Edukację szkolną zakończył na poziomie niepełnej szkoły podstawowej. W latach 1912–1920 oraz od 1937 r. do końca II wojny światowej pracował w wielu miejscach jako robotnik rolny. W latach 1923–1936 służył w czechosłowackiej Straży Granicznej na granicy węgierskiej. Od 1945 r. do emerytury w 1963 r. pracował w różnych przedsiębiorstwach obsługi ruchu turystycznego.

## Działalność speleologiczna
Od młodości interesował się speleologią. Był odkrywcą i pierwszym eksploratorem jaskini Domica. Po próbach w tzw. Starej Domicy, gdzie z praskimi skautami pokonał głęboką studnię i odkrył pierwszy korytarz, 3 października 1926 r. odnalazł jeden z czterech naturalnych otworów wejściowych do systemu jaskiniowego, ciągnącego się na długości 21 km od węgierskiej jaskini Baradla po słowacką jaskinię Čertova diera. Dostał się do sali zwanej teraz Majkov dóm, zbadał tok podziemnej rzeki Styx i Panieński Chodnik (Panenská chodba). W 1929 r. znalazł połączenie Domicy z jaskinią Čertova diera. Był jednym z inicjatorów turystycznego udostępnienia Domicy (w 1932 r.).
W następnych latach badał masyw Płaskowyżu Silickiego pod kątem jaskiń. Przenosząc metody, które doprowadziły m.in. do odkryć jaskiń w Dolinie Demianowskiej, prowadził próby eksploatacji ponorów, a później i wywierzysk. Odkrył partie wejściowe do szeregu znanych dziś systemów jaskiniowych, jednak już bez tak spektakularnych sukcesów, jak w przypadku Domicy. Później dokonał wielu interesujących znalezisk archeologicznych i paleontologicznych w różnych jaskiniach słowackich. W latach 50. XX w. wraz z Jurajem Bartem i Dezyderym Horvátem prowadził szerokie badania jaskiń przypadkiem odkrytych w pobliżu nitrzańskiej Kalwarii: Jaskini w Sroczej Drodze i Jaskini pod Szczytem Kalwarii.
Był autorem ponad 30 artykułów o tematyce speleologicznej.
Największa sala w jaskini Domica (wys. 20 m, szer. 30 m i dł. 80 m) nosi nazwę Majkova sieň. W miejscowości Dolna Streda istnieje ulica imienia Jana Majki (Majkova ulica), na której znajduje się upamiętniająca go tablica.